# نیکلای کارداشف
نیکلای سمیانوویچ کارداشِف (به روسی: Николай Семёнович Кардашев) (زادهٔ ۲۵ آوریل ۱۹۳۲ - درگذشت ۳ اوت ۲۰۱۹) دانشمند اخترفیزیکدان روسی، مدیر مرکز پژوهش‌های کیهانی روسیه و برنده دو دوره جوایز دولتی شوروی بود.
علاوه بر پژوهش‌های اخترفیزیکی، وی یکی از پژوهشگران به‌نام در زمینهٔ جستجوی تمدن‌های هوشمند فرازمینی محسوب می‌شد، و نظریه «مقیاس کارداشف» برای طبقه‌بندی تمدن‌های هوشمند از جمله کارهای شناخته‌شدهٔ او بود.

## تحصیلات
نیکلای کارداشف در کودکی و پس از بازدید از آسمان‌نمای مسکو به علوم و ستاره‌شناسی علاقه‌مند شد. در سال ۱۹۵۰ و درحالی‌که پدر و مادرش به اردوگاه‌های کار اجباری استالین تبعید شده بودند، وارد دانشکده مکانیک و ریاضیات دانشگاه دولتی مسکو شد.
در سال ۱۹۵۵ از دانشگاه دولتی مسکو فارغ‌التحصیل شد و برای ادامهٔ تحصیل به انستیتو اخترشناسی استرنبرگ پیوست. وی مدرک دکترای خود را در سال ۱۹۶۶ زیر نظر و راهنمایی پروفسور یوسف اشکلوفسکی دریافت کرد.
کارداشف در ۱۲ دسامبر ۱۹۷۶ به عنوان عضو ناظر در بخش فیزیک عمومی و ستاره‌شناسی در فرهنگستان علوم شوروی انتخاب شد، و از ۲۱ مارس ۱۹۹۴ (نوروز ۱۳۷۳) عضو کامل فرهنگستان علوم روسیه است.

## مقیاس طبقه‌بندی تمدن‌ها
نیکلای کارداشف در سال ۱۹۶۳ پژوهش بر روی اختروَش CTA-102 را آغاز کرد. این پژوهش سرآغازی بر فعالیت‌های شوروی در جستجوی زندگی هوشمند فرازمینی محسوب می‌گردد. در سال ۱۹۶۴ و در طول این پژوهش‌ها بود که کارداشف نظریهٔ مشهور «مقیاس طبقه‌بندی تمدن‌های هوشمند فرازمینی» خود را ارائه داد. این مقیاس تمدن‌های هوشمند را به سه گونه تقسیم می‌کند:
- تمدن گونهٔ ۱: تمدنی است که تمامی گونه‌های انرژی موجود در سیارهٔ خود را تحت کنترل درآورده و از آن استفاده می‌کند.
- تمدن گونهٔ ۲: تمدنی است که به تمام انرژی تولید شده توسط ستارهٔ خود (مانند خورشید) تسلط یافته و از آن بهره می‌گیرد.
- تمدن گونهٔ ۳: تمدنی است که تمامی انرژی کیهانی قابل دسترس را مهار کرده و از آن استفاده می‌کند.

بر اساس این طبقه‌بندی، تمدن کنونی زمینی «تمدن گونهٔ صفر» محسوب می‌شود، زیرا ما بیشتر انرژی مورد استفادهٔ خود را از سوزاندن بقایای گیاهان و حیوانات مرده مانند نفت، گاز و زغال‌سنگ تهیه می‌کنیم. دانشمندان با بررسی رشد مصرف انرژی در سیارهٔ زمین و با توجه با توسعهٔ فناوری و بهره‌وری از انرژی‌های بازیافتی، زمان تقریبی مورد نیاز برای تبدیل تمدن زمینی به تمدن گونه ۱ و ۲ و ۳ را محاسبه کرده‌اند.